# 博士（神学）
博士（神学）（はくし しんがく）は、博士の学位であり、神学（組織神学、聖書、教会史、キリスト教倫理など）に関する専攻分野を修めることによって、日本で授与されるものである。
1991年以前の日本では、神学博士（しんがくはくし）という博士の学位が授与されており、神学博士は、現在の「博士（神学）」とほぼ同じものである。
神学博士は、1920年（大正9年）の学位令改正（大正9年7月6日勅令第200号）第３条により大学が定めることができるようになったため、従来の５博士（法学博士、医学博士、工学博士、文学博士、理学博士）に追加された学位の一つである。

## 英語圏
英語においては、各国による学位制度に違いがあるものの、Doctor of Philosophy (略はPh.D., D.phil.など) の一部（Ph.D. in theology, Ph.D. in biblical studies など）と、かつてはDoctor of Divinity (略はD.D., D.div.など)と Doctor of Theology (略はTh.D., D.theol.など)も神学博士と訳されていた。英語圏では基本的にこれらの学位が学術学位（研究学位）である。なお、近年はハーバード大学神学大学院のように学術学位としてのDoctor of TheologyをDoctor of Philosopyに移行・統合する傾向があり、Doctor of Philosophyをもって最高位の学位と定義している。
また、米国などではDoctor of Divinityは名誉学位（honorary degree）となっていて社会的な業績を認めた大学が独自の基準で授与するもので学術学位とは限らず、むしろ無関係であることのほうが多い。更に、近年のDoctor of TheologyはPh.D.のような純粋な学術博士ではなく、高度な専門職学位として授与されることがある。
英語圏の神学校では、学士または修士保持者で、宣教学や牧会学などでの課程を修了し学位論文に合格した者に、Doctor of Missiology (D.Miss)（宣教学博士）や、Doctor of Ministry（牧会学博士）などの学位を授与している。これらの学位は専門職学位であり、学術博士ではない。宣教師、牧師、チャプレンなどのフィールド・トレーニングを経るかコースワークとしてトレーニングした者が取得できる博士号である。なお、宣教学、牧会学にも学術学位はあり、Ph.D. in missiology、Ph.D. in ministryという名称である。神学大学院によっては専門職学位と学術学位の双方の課程を設けている。この際、学術博士Ph.D.のほうが博士（神学）に相当する。
上記の通り、英語圏の神学校などでキリスト教会への貢献者に対して、修学課程や学位論文なしに授与される学位をDoctor of Divinity（名誉神学博士）ということもある。授与された人に、趙鏞基や本田弘慈などがいる。

## 日本語訳の問題点
英語圏で日本語の「神学博士」に該当する学位はPh.D. in theology、Doctor of Theology、Doctor of Ministry、Doctor of Missiology、Doctor of Divinity、Doctor of Sacred Theologyなどがあり、略記についてもPh.D, D.Th、Th.D、D.Theol、Dr.theol.など様々である。いずれにしても、日本には「神学博士」しか存在しないため、現在のところ上記の学位を英語圏で取得した者は全て「神学博士」とされるのが一般的である。